# Kabare (territoire)
Le territoire de Kabare est une entité administrative déconcentrée de la province du Sud-Kivu en république démocratique du Congo. Il a pour chef-lieu la localité de Kabare.

## Géographie
C'est un territoire montagneux, qui s'étend des environs de la ville de Bukavu au sud, aux rives occidentales du lac Kivu au nord, il se prolonge vers le sud-ouest par la chefferie de Nindja.

## Subdivisions
Il est composé de deux collectivités: La collectivité de Kabare et la collectivité de Ninja (prononcé nindja). 
La collectivité de Kabare est subdivisée en 14 groupements que sont Cirunga (ou Chirunga), Bugobe, Kagabi, Bushumba, Bushwira, Irhambi-Katana, Mudaka, Bugorhe, Miti, Luhihi, Mudusa, Lugendo, Mumosho et Ishungu.